# Copa Mundial de fútbol sala de la FIFA 2016
La Copa Mundial de fútbol sala de la FIFA Colombia 2016 fue la octava edición de este torneo para selecciones mayores de futsal. Fue la segunda vez que este torneo se disputó en Sudamérica, siendo la edición Brasil 2008 la última que se realizó en dicho continente. La copa se realizó en Colombia entre el 10 de septiembre y el 1 de octubre de 2016, siendo la primera vez que este certamen deportivo se lleva a cabo en dicho país. Además es la segunda competición FIFA que se disputa en el país, que anteriormente organizó la Copa Mundial de Fútbol Sub-20 de 2011. El campeón resultó ser Argentina, quien derrotó 5 a 4 a Rusia en la final, terminando así con la hegemonía de Brasil y España en este torneo.

## Equipos participantes
En total se dieron cinco plazas para la AFC, tres para CAF, cuatro para Concacaf, tres y la plaza del anfitrión para Conmebol, una para OFC y siete para UEFA.

### Selecciones clasificadas
En cursiva los equipos debutantes.
| Clasificatorias | Clasificatorias | Clasificatorias | Clasificatorias | Clasificatorias | Clasificatorias |
| --------------- | --------------- | --------------- | --------------- | --------------- | --------------- |
| CAF             | AFC             | UEFA            | Concacaf        | OFC             | Conmebol        |

| Argentina  | Cuba          | Italia     | Portugal   |
| Australia  | Egipto        | Kazajistán | Rusia      |
| Azerbaiyán | España        | Marruecos  | Tailandia  |
| Brasil     | Guatemala     | Mozambique | Ucrania    |
| Colombia   | Irán          | Paraguay   | Uzbekistán |
| Costa Rica | Islas Salomón | Panamá     | Vietnam    |

## Organización

### Candidaturas
El 18 de marzo de 2013, en la sede de la FIFA, ubicada en Zúrich (Suiza), el expresidente de la Federación Colombiana de Fútbol, Luis Bedoya y el director de Coldeportes, Andrés Botero Phillipsbourne, presentaron los documentos oficiales para la candidatura de Colombia.
Los otros países que competían por ser sede de esta competencia son:
- Colombia[2][3] (País elegido por mayoría de votos.)
- República Checa[4]

Estos países también mostraron interés por organizar el evento pero declinaron sus candidaturas antes de la elección:
- España
- Francia
- Irán
- Puerto Rico

En la reunión del comité ejecutivo durante el 63.er Congreso de la FIFA realizada en Mauricio; Colombia obtuvo la sede del mundial el 28 de mayo de 2013.

### Sedes
Colombia presentó inicialmente a las ciudades de Bogotá, Villavicencio, Neiva, Ibagué, Bucaramanga y Cúcuta como las posibles ciudades del campeonato. Después del proceso de inspección técnica y requerimientos para albergar los encuentros; en noviembre del 2014, se confirmó como sedes del mundial por parte de la FIFA y la Federación Colombiana de Fútbol las ciudades de Bucaramanga, Neiva, Ibagué y Cali, esta última en lugar de Bogotá ya que desistió de su candidatura. En 2015, Medellín sustituyó a Neiva como sede, debido a que esta última no pudo cumplir con los requerimientos de la FIFA para construir un nuevo escenario. Luego de la visita de inspección realizada el 26 de enero de 2016 en el Coliseo de Ibagué, debido a la demora en los tiempos de entrega, se tomó la decisión de cancelar la sede a esta ciudad y que los partidos que iban a disputarse allí sean trasladados a Bucaramanga. De esta forma, el torneo se disputará en tres ciudades: Bucaramanga, Medellín y Cali.
| Colombia                  | Colombia          | Colombia             | Colombia               |
| Cali Bucaramanga Medellín | Cali              | Bucaramanga          | Medellín               |
| ------------------------- | ----------------- | -------------------- | ---------------------- |
| Cali Bucaramanga Medellín | Coliseo El Pueblo | Coliseo Bicentenario | Coliseo Iván de Bedout |
| Cali Bucaramanga Medellín | Capacidad: 12.000 | Capacidad: 7.000     | Capacidad: 6.000       |
| Cali Bucaramanga Medellín |                   |                      |                        |

### Calendario
| FG | Fase de grupos | 1/8 | Octavos de final | 1/4 | Cuartos de final | 1/2 | Semifinales | F | Finales |

| septiembre y octubre de 2016 | 10 Sáb | 11 Dom | 12 Lun | 13 Mar | 14 Mié | 15 Jue | 16 Vie | 17 Sáb | 18 Dom | 19 Lun | 20 Mar  | 21 Mié  | 22 Jue  | 23 Vie | 24 Sáb  | 25 Dom  | 26 Lun | 27 Mar  | 28 Mié  | 29 Jue | 30 Vie | 1 Sáb |
| ---------------------------- | ------ | ------ | ------ | ------ | ------ | ------ | ------ | ------ | ------ | ------ | ------- | ------- | ------- | ------ | ------- | ------- | ------ | ------- | ------- | ------ | ------ | ----- |
| Fase (no. de partidos)       | FG (4) | FG (4) | FG (4) | FG (4) | FG (4) | FG (4) | FG (4) | FG (4) | FG (4) |        | 1/8 (2) | 1/8 (3) | 1/8 (3) |        | 1/4 (2) | 1/4 (2) |        | 1/2 (1) | 1/2 (1) |        |        | F (2) |

### Sorteo
El 19 de mayo se realizó el sorteo del mundial de Futsal que se disputará en Colombia. Las selecciones clasificadas se distribuyeron en cuatro bombos o copas con seis equipos cada uno. Dicha clasificación se basa en un sistema de puntos obtenidos en los últimos cinco mundiales. Para que esta clasificación refleje la actualidad de los equipos, se da más peso a la edición reciente. De esta forma, las cabezas de serie e integrantes del bombo 1 serán la anfitriona Colombia, la campeona defensora Brasil, la subcampeona España, Italia, Argentina y Rusia. El sorteo comienza con el bombo 1 y finaliza con el 4. Se extraen todas las bolas de uno antes de pasar al siguiente.  Primero, se extrae una bola del bombo de las selecciones, e inmediatamente otra del bombo de los grupos, asignándose las posiciones correspondientes. La repartición de los bombos es así:
| Bombo 1   | Bombo 2    | Bombo 3       | Bombo 4    |
| --------- | ---------- | ------------- | ---------- |
| Colombia  | Irán       | Islas Salomón | Cuba       |
| Brasil    | Ucrania    | Tailandia     | Mozambique |
| España    | Portugal   | Marruecos     | Kazajistán |
| Italia    | Paraguay   | Panamá        | Azerbaiyán |
| Argentina | Egipto     | Guatemala     | Uzbekistán |
| Rusia     | Costa Rica | Australia     | Vietnam    |

### Mercadeo

#### Mascota

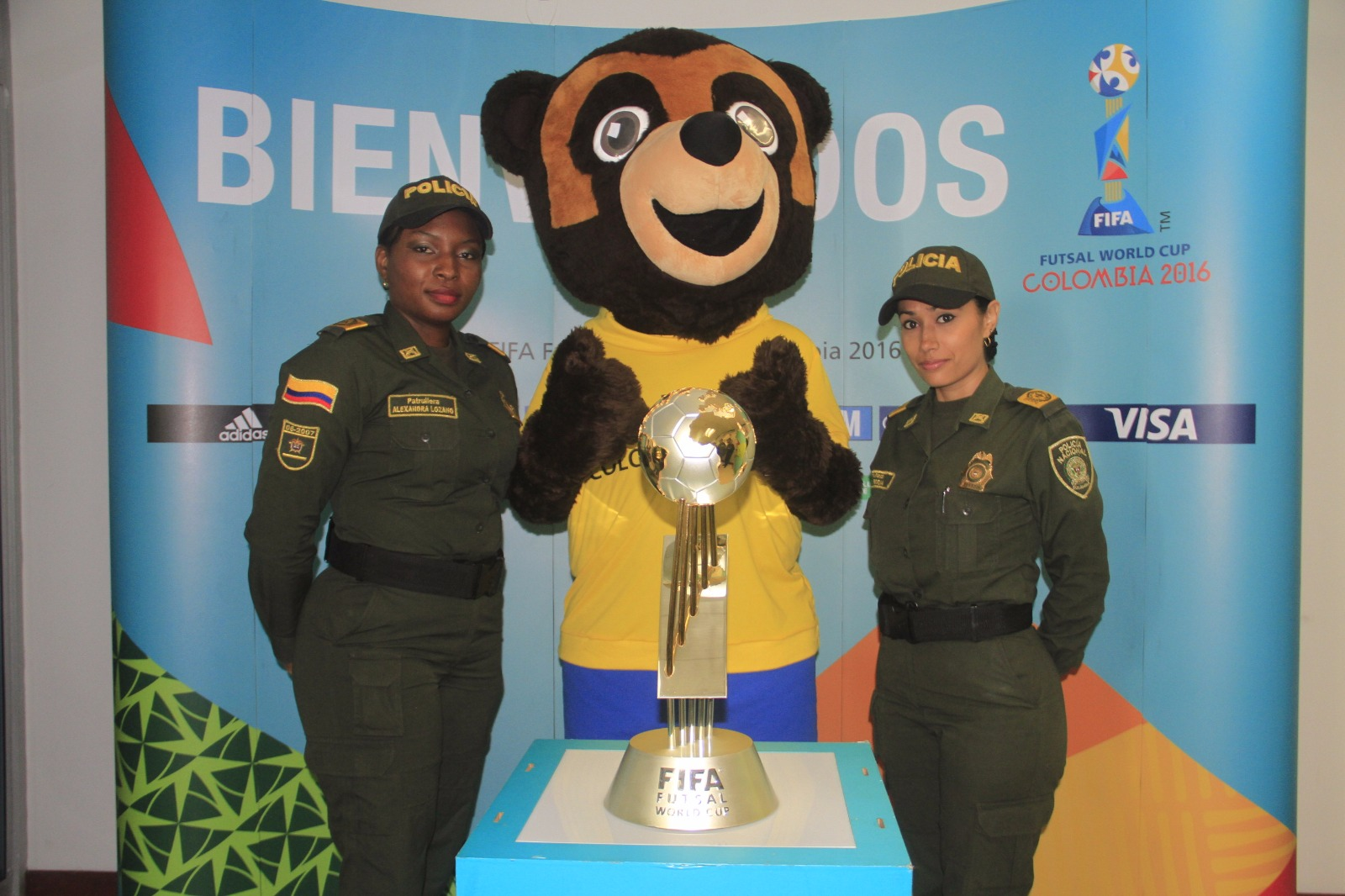
La mascota oficial del torneo junto a la policía nacional durante la muestra del trofeo.

El 19 de abril de 2016 en Bucaramanga se hizo la presentación oficial de la mascota de la Copa Mundial. El Oso de anteojos fue elegido como la mascota debido a que es uno de los animales más representativos de la región y es parte del logo del Sistema de Parques nacionales naturales de Colombia, además se encuentra en amenazado de extinción. Según los organizadores:

La mascota es activa, adora el deporte y se luce como futbolista, sintetizando el placer que genera jugar al fútbol. Además es amistosa, inteligente y talentosa, cualidades que la hacen la perfecta embajadora para el torneo, en particular, y para la dinámica del fútbol sala en general
Organizadores

#### Logo oficial
Como logo oficial de la competición se eligió a El Gato del Río, un ícono destacado de Santiago de Cali, la principal sede en que se llevará a cabo el torneo. El logo cuenta con un diseño de colores basados en la Bandera de Santiago de Cali y el fútbol, acompañados con la frase "Cali progresa contigo".

## Fase de grupos
- Los horarios corresponden a la hora de Colombia (UTC−05:00).
- Los 24 equipos se dividen en 6 grupos de cuatro equipos cada uno. Los primeros y segundos de cada grupo y los cuatro mejores terceros se clasifican para la fase final de eliminación directa (octavos de final, cuartos de final, semifinales, tercer puesto y final).
- El calendario se dio a conocer el 5 de febrero del 2016[14][15]
- En caso de empate a puntos, el orden de clasificación de las selecciones en cada grupo se determinará de la manera siguiente:

1. Diferencia de goles en todos los partidos de grupo.
2. Mayor número de goles marcados en todos los partidos de grupo.
3. Mayor número de puntos obtenidos en los partidos de grupo entre las selecciones en cuestión.
4. Diferencia de goles en los partidos de grupo entre las selecciones en cuestión.
5. Mayor número de goles marcados en los partidos de grupo entre las selecciones en cuestión.
6. Sorteo por parte de la comisión organizadora de la FIFA.

### Grupo A
| Equipo     | Pts | PJ | PG | PE | PP | GF | GC | Dif |
| ---------- | --- | -- | -- | -- | -- | -- | -- | --- |
| Portugal   | 7   | 3  | 2  | 1  | 0  | 15 | 2  | 13  |
| Colombia   | 5   | 3  | 1  | 2  | 0  | 8  | 7  | 1   |
| Panamá     | 3   | 3  | 1  | 0  | 2  | 6  | 14 | -8  |
| Uzbekistán | 1   | 3  | 0  | 1  | 2  | 5  | 11 | -6  |

| 10 de septiembre de 2016, 18:00 | Uzbekistán    | 1:3 (0:1) | Panamá                                           | Coliseo El Pueblo, Cali                                     |                                                             |
|                                 | Anorov 38'17' | Reporte   | 15'57' Castrellon - 29'34' De León - 35'33' Mena | Asistencia: 0 espectadores Árbitro(s): Mohamed Hassam Ahmed | Asistencia: 0 espectadores Árbitro(s): Mohamed Hassam Ahmed |

| 10 de septiembre de 2016, 20:00 | Colombia        | 1:1 (1:0) | Portugal        | Coliseo El Pueblo, Cali                                              |                                                                      |
|                                 | Angellott 0'29' | Reporte   | 40'00' Cardinal | Asistencia: 47 espectadores Árbitro(s): Fernando Gutiérrez Lumbreras | Asistencia: 47 espectadores Árbitro(s): Fernando Gutiérrez Lumbreras |

| 13 de septiembre de 2016, 18:00 | Panamá | 0:9 (0:8) | Portugal | Coliseo El Pueblo, Cali                                 |                                                         |
|                                 |        | Reporte   | 0'12' 7'08' 10'55' 16'16' (pen.) 16'30' (pen.) 21'20' Ricardinho - 4'30' 9'21' Cardinal - 17'46' Miguel Castro | Asistencia: 5 espectadores Árbitro(s): Cedric Pelissier | Asistencia: 5 espectadores Árbitro(s): Cedric Pelissier |

| 13 de septiembre de 2016, 20:00 | Colombia                               | 3:3 (1:2) | Uzbekistán                                      | Coliseo El Pueblo, Cali                             |                                                     |
|                                 | Abril 17'43' - Angellott 36'07' 39'47' | Reporte   | 4'39' Anorov - 14'25' Irsaliev - 27'43' Elibaev | Asistencia: 6 espectadores Árbitro(s): Ondrej Cerny | Asistencia: 6 espectadores Árbitro(s): Ondrej Cerny |

| 16 de septiembre de 2016, 20:00 | Colombia                                                        | 4:3 (2:1) | Panamá                                        | Coliseo El Pueblo, Cali                              |                                                      |
|                                 | Angellott 3'32' - Jonathan 11'26' - Abril 21'42' - Reyes 33'02' | Reporte   | 8'08' Brown - 27'57' Castrellon - 36'39' Mena | Asistencia: 9730 espectadores Árbitro(s): Sasa Tomic | Asistencia: 9730 espectadores Árbitro(s): Sasa Tomic |

| 16 de septiembre de 2016, 20:00 | Portugal                                                  | 5:1 (2:1) | Uzbekistán              | Coliseo Iván de Bedout, Medellín                           |                                                            |
|                                 | Ricardinho 9'26' 13'51' 21'06' - André 25'32' - Djô 9'26' | Reporte   | 9'26' (a.g.) Ricardinho | Asistencia: 2032 espectadores Árbitro(s): Daniel Rodríguez | Asistencia: 2032 espectadores Árbitro(s): Daniel Rodríguez |

### Grupo B
| Equipo    | Pts | PJ | PG | PE | PP | GF | GC | Dif |
| --------- | --- | -- | -- | -- | -- | -- | -- | --- |
| Rusia     | 9   | 3  | 3  | 0  | 0  | 19 | 6  | 13  |
| Tailandia | 6   | 3  | 2  | 0  | 1  | 14 | 12 | 2   |
| Egipto    | 3   | 3  | 1  | 0  | 2  | 9  | 9  | 0   |
| Cuba      | 0   | 3  | 0  | 0  | 3  | 7  | 22 | -15 |

| 10 de septiembre de 2016, 16:00 | Cuba           | 1:7 (0:4) | Egipto                                                                                           | Coliseo Iván de Bedout, Medellín                   |                                                    |
|                                 | Marrero 31'08' | Reporte   | 1'10' A. Elashwal - 7'21' 30'41' 32'24' M. Eid - 10'33' Mizo - 17'51' A. Homos - 22'40' M. Nader | Asistencia: 0 espectadores Árbitro(s): Kamil Cetin | Asistencia: 0 espectadores Árbitro(s): Kamil Cetin |

| 10 de septiembre de 2016, 18:00 | Tailandia                                                                       | 4:6 (1:3) | Rusia | Coliseo Iván de Bedout, Medellín                          |                                                           |
|                                 | Thueanklang 18'34' - Sornwichian 21'42' - Chaemcharoren 21'51' - Chudech 33'15' | Reporte   | 11'06'Davydov - 15'43' 25'55'Eder Lima - 17'25' (a.g.) Madyalan - 24'54' Niyazov - 25'44' (pen.) Shayakhmetov | Asistencia: 0 espectadores Árbitro(s): Cristian Espindola | Asistencia: 0 espectadores Árbitro(s): Cristian Espindola |

| 13 de septiembre de 2016, 18:00 | Egipto      | 1:6 (0:4) | Rusia                                                                       | Coliseo Iván de Bedout, Medellín                       |                                                        |
|                                 | Mizo 35'18' | Reporte   | 0'12'Davydov - 1'03' 20'31'Eder Lima - 5'08' 30'28' Romulo - 17'11' Niyazov | Asistencia: 457 espectadores Árbitro(s): Nurdin Bukuev | Asistencia: 457 espectadores Árbitro(s): Nurdin Bukuev |

| 13 de septiembre de 2016, 20:00 | Tailandia | 8:5 (3:4) | Cuba                                                                    | Coliseo Iván de Bedout, Medellín                        |                                                         |
|                                 | Thaijaroen 13'23' - Sornwichian 14'24' 23'39' - Thueanklang 19'58' (pen.) 32'25' 39'32' - Chudech 25'17' - Wongkaeo 27'03' | Reporte   | 5'11' 24'09' Domínguez - 7'17' Baquero - 12'00' Marrero - 18'39' Mariño | Asistencia: 757 espectadores Árbitro(s): Adalbert Diouf | Asistencia: 757 espectadores Árbitro(s): Adalbert Diouf |

| 16 de septiembre de 2016, 18:00 | Egipto             | 1:2 (0:1) | Tailandia                              | Coliseo Iván de Bedout, Medellín                     |                                                      |
|                                 | A. Elashwal 36'31' | Reporte   | 5'09' (a.g.) Eika - 22'01' Sornwichian | Asistencia: 842 espectadores Árbitro(s): Kamil Cetin | Asistencia: 842 espectadores Árbitro(s): Kamil Cetin |

| 16 de septiembre de 2016, 18:00 | Rusia | 7:1 (4:0) | Cuba             | Coliseo El Pueblo, Cali                                          |                                                                  |
|                                 | Davydov 15'45' - Chishkala 17'04' - Niyazov 17'34' - Shayakhmetov 19'13' - Lyskov 31'34' - Milovanov 32'13' - Abramovich 35'17' | Reporte   | 29'33' Hernández | Asistencia: 2141 espectadores Árbitro(s): Khamis Hassan Alshamsi | Asistencia: 2141 espectadores Árbitro(s): Khamis Hassan Alshamsi |

### Grupo C
| Equipo    | Pts | PJ | PG | PE | PP | GF | GC | Dif |
| --------- | --- | -- | -- | -- | -- | -- | -- | --- |
| Italia    | 9   | 3  | 3  | 0  | 0  | 11 | 3  | 8   |
| Paraguay  | 6   | 3  | 2  | 0  | 1  | 17 | 9  | 8   |
| Vietnam   | 3   | 3  | 1  | 0  | 2  | 5  | 11 | -6  |
| Guatemala | 0   | 3  | 0  | 0  | 3  | 7  | 17 | -10 |

| 11 de septiembre de 2016, 18:00 | Vietnam                                                 | 4:2 (1:0) | Guatemala                         | Coliseo El Pueblo, Cali                                |                                                        |
|                                 | N. M. Trí 19'04' 28'01' 28'48' - T. V. Vũ 39'04' (pen.) | Reporte   | 23'04' Wanderley - 30'11' Patrick | Asistencia: 13 espectadores Árbitro(s): Bogdan Sorescu | Asistencia: 13 espectadores Árbitro(s): Bogdan Sorescu |

| 11 de septiembre de 2016, 20:00 | Paraguay                 | 2:4 (2:1) | Italia                                                          | Coliseo El Pueblo, Cali                               |                                                       |
|                                 | J. G. Salas 7'18' 18'58' | Reporte   | 15'22' Lima - 22'16' Romano - 24'36' dos Santos - 31'37' Merlim | Asistencia: 3 espectadores Árbitro(s): Sergio Cabrera | Asistencia: 3 espectadores Árbitro(s): Sergio Cabrera |

| 14 de septiembre de 2016, 18:00 | Guatemala           | 1:5 (1:3) | Italia                                              | Coliseo El Pueblo, Cali                                    |                                                            |
|                                 | Romano 7'03' (a.g.) | Reporte   | 2'04' 18'39' 31'25' Fortino - 3'28' 33'32' Leggiero | Asistencia: 1048 espectadores Árbitro(s): Daniel Rodríguez | Asistencia: 1048 espectadores Árbitro(s): Daniel Rodríguez |

| 14 de septiembre de 2016, 20:00 | Paraguay | 7:1 (5:0) | Vietnam         | Coliseo El Pueblo, Cali                              |                                                      |
|                                 | F. Martínez 2'18' - J. G. Salas 10'32' - E. Ayala 11'15' - T. L. Vũ 12'47' (a.g.) - R. Villalba 17'58' - R. Rejala 33'28' - J. Pedrozo 38'17' | Reporte   | 39'54' T. V. Vũ | Asistencia: 2193 espectadores Árbitro(s): Sasa Tomic | Asistencia: 2193 espectadores Árbitro(s): Sasa Tomic |

| 17 de septiembre de 2016, 18:00 | Guatemala                                                          | 4:8 (2:3) | Paraguay | Coliseo El Pueblo, Cali                                |                                                        |
|                                 | Arévalo 1'54' - Enríquez 2'28' - Mansilla 33'50' - González 38'07' | Reporte   | 16'15' 17'17' 23'43' E. Ayala - 18'04' Rejala - 26'11' Pedrozo - 34'23' Morel - 35'17' H. Martínez - 39'45' Franco | Asistencia: 4123 espectadores Árbitro(s): Pascal Lemal | Asistencia: 4123 espectadores Árbitro(s): Pascal Lemal |

| 17 de septiembre de 2016, 18:00 | Italia                     | 2:0 (1:0) | Vietnam | Coliseo Bicentenario, Bucaramanga                     |                                                       |
|                                 | Lima 4'41' - Murilo 26'01' | Reporte   |         | Asistencia: 1374 espectadores Árbitro(s): José Katemo | Asistencia: 1374 espectadores Árbitro(s): José Katemo |

### Grupo D
| Equipo     | Pts | PJ | PG | PE | PP | GF | GC | Dif |
| ---------- | --- | -- | -- | -- | -- | -- | -- | --- |
| Brasil     | 9   | 3  | 3  | 0  | 0  | 29 | 5  | 24  |
| Ucrania    | 6   | 3  | 2  | 0  | 1  | 8  | 6  | 2   |
| Australia  | 3   | 3  | 1  | 0  | 2  | 5  | 16 | -11 |
| Mozambique | 0   | 3  | 0  | 0  | 3  | 7  | 22 | -15 |

| 11 de septiembre de 2016, 16:00 | Mozambique                | 2:3 (0:3) | Australia                                               | Coliseo Bicentenario, Bucaramanga                      |                                                        |
|                                 | Calo 31'28' - Dino 34'18' | Reporte   | 10'28' Barrientos - 17'20' Cooper - 18'34' G. Giovenali | Asistencia: 5 espectadores Árbitro(s): Carlos González | Asistencia: 5 espectadores Árbitro(s): Carlos González |

| 11 de septiembre de 2016, 18:00 | Ucrania              | 1:3 (0:2) | Brasil                                                  | Coliseo Bicentenario, Bucaramanga                     |                                                       |
|                                 | Myk. Grytsyna 25'35' | Reporte   | 6'33' Rodrigo - 9'13' Falcão - 34'04' (a.g.) O. Sorokin | Asistencia: 26 espectadores Árbitro(s): Nurdin Bukuev | Asistencia: 26 espectadores Árbitro(s): Nurdin Bukuev |

| 14 de septiembre de 2016, 18:00 | Australia          | 1:11 (1:4) | Brasil | Coliseo Bicentenario, Bucaramanga                      |                                                        |
|                                 | G. Giovenali 3'20' | Reporte    | 1'11' Rodrigo - 7'16' 25'48' Fernandinho - 11'16' 22'20' 38'55' Falcão - 18'58' Dione Alex Veroneze "Bateria" - 24'29' 39'42' Dieguinho - 27'16' Je - 38'10' (a.g.) Lockhart | Asistencia: 2678 espectadores Árbitro(s): Mark Birkett | Asistencia: 2678 espectadores Árbitro(s): Mark Birkett |

| 14 de septiembre de 2016, 20:00 | Ucrania                                                                    | 4:2 (2:2) | Mozambique                | Coliseo Bicentenario, Bucaramanga                    |                                                      |
|                                 | O. Sorokin 0'45' - Myk. Grytsyna 7'45' - Ovsyannikov 24'08' - Koval 36'46' | Reporte   | 18'11' Dino - 18'49' Calo | Asistencia: 3464 espectadores Árbitro(s): Rex Kamusu | Asistencia: 3464 espectadores Árbitro(s): Rex Kamusu |

| 17 de septiembre de 2016, 16:00 | Australia       | 1:3 (0:1) | Ucrania                                           | Coliseo Bicentenario, Bucaramanga                         |                                                           |
|                                 | Zeballos 37'33' | Reporte   | 6'01' Zhurba - 34'29' Bondar - 39'47' Ovsyannikov | Asistencia: 876 espectadores Árbitro(s): Francisco Rivera | Asistencia: 876 espectadores Árbitro(s): Francisco Rivera |

| 17 de septiembre de 2016, 16:00 | Brasil | 15:3 (8:1) | Mozambique                                      | Coliseo El Pueblo, Cali                              |                                                      |
|                                 | Rodrigo 0'44' 6'41' - Xuxa 1'22' 11'58' - Dieguinho 12'08' 13'42' - Jackson 15'41' - Fernandinho 18'07' 29'39' - Dione Alex Veroneze "Bateria" 28'15' - Ari 28'30' 31'14' - Falcão 34'45' (pen.) 36'51' 37'22' | Reporte    | 15'11' (pen.) Mário - 29'11' Magu - 37'10' Dino | Asistencia: 3567 espectadores Árbitro(s): Rex Kamusu | Asistencia: 3567 espectadores Árbitro(s): Rex Kamusu |

### Grupo E
| Equipo        | Pts | PJ | PG | PE | PP | GF | GC | Dif |
| ------------- | --- | -- | -- | -- | -- | -- | -- | --- |
| Argentina     | 7   | 3  | 2  | 1  | 0  | 10 | 5  | 5   |
| Kazajistán    | 6   | 3  | 2  | 0  | 1  | 13 | 2  | 11  |
| Costa Rica    | 4   | 3  | 1  | 1  | 1  | 7  | 7  | 0   |
| Islas Salomón | 0   | 3  | 0  | 0  | 3  | 5  | 21 | -16 |

| 12 de septiembre de 2016, 18:00 | Islas Salomón                      | 2:4 (0:1) | Costa Rica                                                             | Coliseo Bicentenario, Bucaramanga                 |                                                   |
|                                 | Ragomo 35'42' (pen.) - Bule 38'25' | Reporte   | 18'26' 32'05' (pen.) A. Paniagua - 23'32' C. Chaves - 36'02' E. Brenes | Asistencia: 5 espectadores Árbitro(s): Elvis Peña | Asistencia: 5 espectadores Árbitro(s): Elvis Peña |

| 12 de septiembre de 2016, 20:00 | Argentina          | 1:0 (1:0) | Kazajistán | Coliseo Bicentenario, Bucaramanga                    |                                                      |
|                                 | A. Vaporaki 19'22' | Reporte   |            | Asistencia: 17 espectadores Árbitro(s): Chris Colley | Asistencia: 17 espectadores Árbitro(s): Chris Colley |

| 15 de septiembre de 2016, 18:00 | Costa Rica         | 1:3 (1:2) | Kazajistán                               | Coliseo Bicentenario, Bucaramanga                           |                                                             |
|                                 | A. Paniagua 14'16' | Reporte   | 0'58' Douglas - 15'48' Taku - 20'21' Leo | Asistencia: 903 espectadores Árbitro(s): Cristian Espíndola | Asistencia: 903 espectadores Árbitro(s): Cristian Espíndola |

| 15 de septiembre de 2016, 20:00 | Argentina                                                                                        | 7:3 (5:2) | Islas Salomón                               | Coliseo Bicentenario, Bucaramanga                          |                                                            |
|                                 | Brandi 2'20' - Basile 8'23' - Borruto 10'45' 19'49' 27'59' - Taborda 13'23' - A. Vaporaki 30'26' | Reporte   | 5'09' Bule - 11'57' Coleman - 22'26' Ragomo | Asistencia: 2111 espectadores Árbitro(s): Lance Vanhaitsma | Asistencia: 2111 espectadores Árbitro(s): Lance Vanhaitsma |

| 18 de septiembre de 2016, 16:00 | Costa Rica                      | 2:2 (1:0) | Argentina                      | Coliseo Bicentenario, Bucaramanga                           |                                                             |
|                                 | Cordero 18'49' - Cubillo 29'14' | Reporte   | 30'32' Basile - 34'30' Wilhelm | Asistencia: 1959 espectadores Árbitro(s): Eduardo Fernandes | Asistencia: 1959 espectadores Árbitro(s): Eduardo Fernandes |

| 18 de septiembre de 2016, 16:00 | Kazajistán | 10:0 (4:0) | Islas Salomón | Coliseo Iván de Bedout, Medellín                         |                                                          |
|                                 | Dovgan 3'21' - Knaub 8'54' 21'25' - Douglas 15'39' 28'01' - Leo 17'54' - Taku 27'31' 29'22' - Mun 28'54' - Pengrin 37'03' | Reporte    |               | Asistencia: 727 espectadores Árbitro(s): Tomohiro Kozaki | Asistencia: 727 espectadores Árbitro(s): Tomohiro Kozaki |

### Grupo F
| Equipo     | Pts | PJ | PG | PE | PP | GF | GC | Dif |
| ---------- | --- | -- | -- | -- | -- | -- | -- | --- |
| España     | 9   | 3  | 3  | 0  | 0  | 13 | 6  | 7   |
| Azerbaiyán | 4   | 3  | 1  | 1  | 1  | 10 | 7  | 3   |
| Irán       | 4   | 3  | 1  | 1  | 1  | 9  | 11 | -2  |
| Marruecos  | 0   | 3  | 0  | 0  | 3  | 6  | 14 | -8  |

| 12 de septiembre de 2016, 18:00 | Marruecos | 0:5 (0:2) | Azerbaiyán                                                           | Coliseo Iván de Bedout, Medellín                   |                                                    |
|                                 |           | Reporte   | 14'15' 17'01' 32'59' Vassoura - 28'32' Gallo - 30'48' Thiago Bolinha | Asistencia: 0 espectadores Árbitro(s): José Katemo | Asistencia: 0 espectadores Árbitro(s): José Katemo |

| 12 de septiembre de 2016, 20:00 | Irán                          | 1:5 (0:3) | España                                                                          | Coliseo Iván de Bedout, Medellín                    |                                                     |
|                                 | A. Hassan Zadeh 27'12' (pen.) | Reporte   | 1'00' Lozano - 6'34' José Ruíz - 16'12' (pen.) 32'34' Aicardo - 26'09' Miguelín | Asistencia: 0 espectadores Árbitro(s): César Málaga | Asistencia: 0 espectadores Árbitro(s): César Málaga |

| 15 de septiembre de 2016, 18:00 | Azerbaiyán                             | 2:4 (1:2) | España                                                                   | Coliseo Iván de Bedout, Medellín                            |                                                             |
|                                 | Vassoura 2'45' - Thiago Bolinha 39'22' | Reporte   | 4'13' (a.g.) 13'44' (a.g.) Vassoura - 27'00' Fernandao - 35'22' Miguelín | Asistencia: 1221 espectadores Árbitro(s): Alessandro Malfer | Asistencia: 1221 espectadores Árbitro(s): Alessandro Malfer |

| 15 de septiembre de 2016, 20:00 | Irán                                                                                    | 5:3 (4:2) | Marruecos                                          | Coliseo Iván de Bedout, Medellín                         |                                                          |
|                                 | H. Tayyebi 9'49' - M. Javid 14'54' - A. Hassan Zadeh 16'00' 23'40' - F. Tavakoli 17'03' | Reporte   | 17'03' M. Jaouad - 18'32' (pen.) 32'52' Adil Habil | Asistencia: 1509 espectadores Árbitro(s): Sergio Cabrera | Asistencia: 1509 espectadores Árbitro(s): Sergio Cabrera |

| 18 de septiembre de 2016, 18:00 | Azerbaiyán                                 | 3:3 (1:1) | Irán                                                          | Coliseo Iván de Bedout, Medellín                       |                                                        |
|                                 | Thiago Bolinha 1'28' - Gallo 31'37' 31'36' | Reporte   | 1'00' A. Esmaeilpour - 20'31' F. Tavakoli - 35'35' H. Tayyebi | Asistencia: 1108 espectadores Árbitro(s): César Málaga | Asistencia: 1108 espectadores Árbitro(s): César Málaga |

| 18 de septiembre de 2016, 18:00 | España                                                    | 4:3 (3:1) | Marruecos                                      | Coliseo Bicentenario, Bucaramanga                     |                                                       |
|                                 | Lozano 7'10' 32'47' - Aicardo 16'12' - Raúl Campos 18'19' | Reporte   | 13'12' 33'33' Adil Habil - 23'36' Y. El Mazray | Asistencia: 2696 espectadores Árbitro(s): Yuri García | Asistencia: 2696 espectadores Árbitro(s): Yuri García |

### Mejores terceros
- Las cuatro mejores selecciones de las que queden en tercer lugar se determinarán de la siguiente manera:

1. Mayor número de puntos obtenidos en todos los partidos de grupo.
2. Diferencia de goles en todos los partidos de grupo.
3. Mayor número de goles marcados en todos los partidos de grupo.
4. Sorteo por parte de la comisión organizadora de la FIFA.

| Equipo     | Gr | Pts | PJ | PG | PE | PP | GF | GC | Dif |
| ---------- | -- | --- | -- | -- | -- | -- | -- | -- | --- |
| Costa Rica | E  | 4   | 3  | 1  | 1  | 1  | 7  | 7  | 0   |
| Irán       | F  | 4   | 3  | 1  | 1  | 1  | 9  | 11 | -2  |
| Egipto     | B  | 3   | 3  | 1  | 0  | 2  | 9  | 9  | 0   |
| Vietnam    | C  | 3   | 3  | 1  | 0  | 2  | 5  | 11 | -6  |
| Panamá     | A  | 3   | 3  | 1  | 0  | 2  | 6  | 14 | -8  |
| Australia  | D  | 3   | 3  | 1  | 0  | 2  | 5  | 16 | -11 |

## Fase final

### Cuadro de desarrollo
|  | Octavos de final       | Octavos de final       |             |            | Cuartos de final      | Cuartos de final      |  |           | Semifinales           | Semifinales           |           |                        | Final                  | Final        |  |
|  | 20 al 22 de septiembre | 20 al 22 de septiembre |             |            | 24 y 25 de septiembre | 24 y 25 de septiembre |  |           | 27 y 28 de septiembre | 27 y 28 de septiembre |           |                        | 1 de octubre           | 1 de octubre |  |
|  |                        |                        |             |            |                       |                       |  |           |                       |                       |           |                        |                        |              |  |
|  |                        |                        |             |            |                       |                       |  |           |                       |                       |           |                        |                        |              |  |
|  | Colombia               | 0 (2)                  |             |            |                       |                       |  |           |                       |                       |           |                        |                        |              |  |
|  | Colombia               | 0 (2)                  |             |            |                       |                       |  |           |                       |                       |           |                        |                        |              |  |
|  | Paraguay (p.)          | 0 (3)                  |             |            |                       |                       |  |           |                       |                       |           |                        |                        |              |  |
|  | Paraguay (p.)          | 0 (3)                  |             | Paraguay   | 3                     |                       |  |           |                       |                       |           |                        |                        |              |  |
|  |                        |                        |             | Paraguay   | 3                     |                       |  |           |                       |                       |           |                        |                        |              |  |
|  |                        |                        | Irán (t.s.) | 4          |                       |                       |  |           |                       |                       |           |                        |                        |              |  |
|  | Brasil                 | 4 (3)                  | Irán (t.s.) | 4          |                       |                       |  |           |                       |                       |           |                        |                        |              |  |
|  | Brasil                 | 4 (3)                  |             |            |                       |                       |  |           |                       |                       |           |                        |                        |              |  |
|  | Irán (p.)              | 4 (4)                  |             |            |                       |                       |  |           |                       |                       |           |                        |                        |              |  |
|  | Irán (p.)              | 4 (4)                  |             |            |                       |                       |  | Irán      | 3                     |                       |           |                        |                        |              |  |
|  |                        |                        |             |            |                       |                       |  | Irán      | 3                     |                       |           |                        |                        |              |  |
|  |                        |                        | Rusia       | 4          |                       |                       |  |           |                       |                       |           |                        |                        |              |  |
|  | Rusia                  | 7                      | Rusia       | 4          |                       |                       |  |           |                       |                       |           |                        |                        |              |  |
|  | Rusia                  | 7                      |             |            |                       |                       |  |           |                       |                       |           |                        |                        |              |  |
|  | Vietnam                | 0                      |             |            |                       |                       |  |           |                       |                       |           |                        |                        |              |  |
|  | Vietnam                | 0                      |             | Rusia      | 6                     |                       |  |           |                       |                       |           |                        |                        |              |  |
|  |                        |                        |             | Rusia      | 6                     |                       |  |           |                       |                       |           |                        |                        |              |  |
|  |                        |                        | España      | 2          |                       |                       |  |           |                       |                       |           |                        |                        |              |  |
|  | España                 | 5                      | España      | 2          |                       |                       |  |           |                       |                       |           |                        |                        |              |  |
|  | España                 | 5                      |             |            |                       |                       |  |           |                       |                       |           |                        |                        |              |  |
|  | Kazajistán             | 2                      |             |            |                       |                       |  |           |                       |                       |           |                        |                        |              |  |
|  | Kazajistán             | 2                      |             |            |                       |                       |  |           |                       |                       |           | Rusia                  | 4                      |              |  |
|  |                        |                        |             |            |                       |                       |  |           |                       |                       |           | Rusia                  | 4                      |              |  |
|  |                        |                        | Argentina   | 5          |                       |                       |  |           |                       |                       |           |                        |                        |              |  |
|  | Argentina (t.s.)       | 1                      | Argentina   | 5          |                       |                       |  |           |                       |                       |           |                        |                        |              |  |
|  | Argentina (t.s.)       | 1                      |             |            |                       |                       |  |           |                       |                       |           |                        |                        |              |  |
|  | Ucrania                | 0                      |             |            |                       |                       |  |           |                       |                       |           |                        |                        |              |  |
|  | Ucrania                | 0                      |             | Argentina  | 5                     |                       |  |           |                       |                       |           |                        |                        |              |  |
|  |                        |                        |             | Argentina  | 5                     |                       |  |           |                       |                       |           |                        |                        |              |  |
|  |                        |                        | Egipto      | 0          |                       |                       |  |           |                       |                       |           |                        |                        |              |  |
|  | Italia                 | 3                      | Egipto      | 0          |                       |                       |  |           |                       |                       |           |                        |                        |              |  |
|  | Italia                 | 3                      |             |            |                       |                       |  |           |                       |                       |           |                        |                        |              |  |
|  | Egipto (t.s.)          | 4                      |             |            |                       |                       |  |           |                       |                       |           |                        |                        |              |  |
|  | Egipto (t.s.)          | 4                      |             |            |                       |                       |  | Argentina | 5                     |                       |           |                        |                        |              |  |
|  |                        |                        |             |            |                       |                       |  | Argentina | 5                     |                       |           |                        |                        |              |  |
|  |                        |                        | Portugal    | 2          |                       |                       |  |           |                       |                       |           |                        |                        |              |  |
|  | Tailandia              | 8                      | Portugal    | 2          |                       |                       |  |           |                       |                       |           |                        |                        |              |  |
|  | Tailandia              | 8                      |             |            |                       |                       |  |           |                       |                       |           |                        |                        |              |  |
|  | Azerbaiyán (t.s.)      | 13                     |             |            |                       |                       |  |           |                       |                       |           |                        |                        |              |  |
|  | Azerbaiyán (t.s.)      | 13                     |             | Azerbaiyán | 2                     |                       |  |           |                       |                       |           | Tercer y cuarto puesto | Tercer y cuarto puesto |              |  |
|  |                        |                        |             | Azerbaiyán | 2                     |                       |  |           |                       |                       |           | Tercer y cuarto puesto | Tercer y cuarto puesto |              |  |
|  |                        |                        | Portugal    | 3          |                       |                       |  |           |                       |                       |           |                        |                        |              |  |
|  | Portugal               | 4                      | Portugal    | 3          |                       |                       |  |           |                       |                       | Irán (p.) | 2 (4)                  |                        |              |  |
|  | Portugal               | 4                      |             |            |                       |                       |  |           |                       |                       | Irán (p.) | 2 (4)                  |                        |              |  |
|  | Costa Rica             | 0                      |             |            |                       |                       |  |           |                       |                       |           |                        | Portugal               | 2 (3)        |  |
|  | Costa Rica             | 0                      |             |            |                       |                       |  |           |                       |                       |           |                        | Portugal               | 2 (3)        |  |
|  |                        |                        |             |            |                       |                       |  |           |                       |                       |           |                        |                        |              |  |

### Octavos de final
| 20 de septiembre de 2016, 17:30 | Rusia | 7:0 (4:0) | Vietnam | Coliseo Iván de Bedout, Medellín                      |                                                       |
|                                 | Chishkala 2'20' - Abramovich 9'23' 12'18' - Abramov 17'56' - Niyazov 21'01' - Rômulo 29'44' - Milovanov 36'02' | Reporte   |         | Asistencia: 643 espectadores Árbitro(s): Jorge Flores | Asistencia: 643 espectadores Árbitro(s): Jorge Flores |

| 20 de septiembre de 2016, 20:00 | Colombia                            | 0:0 (t. s.)(2:3 p.)        | Paraguay                                       | Coliseo El Pueblo, Cali                                  |                                                          |
|                                 |                                     | Reporte                    |                                                | Asistencia: 5988 espectadores Árbitro(s): Bogdan Sorescu | Asistencia: 5988 espectadores Árbitro(s): Bogdan Sorescu |
|                                 |                                     | Tiros desde el punto penal |                                                |                                                          |                                                          |
|                                 | - Jhonatan - Zúñiga - Yefri - Otero |                            | - E. Ayala - J. G. Salas - A. Salas - G. Ayala |                                                          |                                                          |

| 21 de septiembre de 2016, 17:30 | Brasil                                        | 4:4 (3:3, 2:1) (t. s.)(2:3 p.) | Irán                                                                                | Coliseo Bicentenario, Bucaramanga                      |                                                        |
|                                 | Falcão 8'37' 12'38' 47'16' - Dieguinho 28'56' | Reporte                        | 13'52' H. Tayyebi - 30'55' A. Kazemi - 36'55' A. Hassan Zadeh - 47'34' M. Keshavarz | Asistencia: 1576 espectadores Árbitro(s): Ondřej Černý | Asistencia: 1576 espectadores Árbitro(s): Ondřej Černý |
|                                 |                                               | Tiros desde el punto penal     |                                                                                     |                                                        |                                                        |
|                                 | - Rodrigo - Falcão - Ari                      |                                | - Sangsefidi - A. Esmaeilpour - A. Hassan Zadeh                                     |                                                        |                                                        |

| 21 de septiembre de 2016, 17:30 | España                                                                                      | 5:2 (1:1) | Kazajistán                            | Coliseo Iván de Bedout, Medellín                        |                                                         |
|                                 | Lozano 2'50' - Bebe 22'40' - Nurgozhin 31'07' (o.g.) - Raúl Campos 38'58' - Miguelín 39'34' | Reporte   | 4'55' Yessenamanov - 30'59' Nurgozhin | Asistencia: 985 espectadores Árbitro(s): Vahid Arzpeyma | Asistencia: 985 espectadores Árbitro(s): Vahid Arzpeyma |

| 21 de septiembre de 2016, 20:00 | Portugal                                                    | 4:0 (1:0) | Costa Rica | Coliseo El Pueblo, Cali                                |                                                        |
|                                 | Ricardinho 4'25' 21'12' - André 25'52' - Tiago Brito 26'50' | Reporte   |            | Asistencia: 1072 espectadores Árbitro(s): Khalid Hnich | Asistencia: 1072 espectadores Árbitro(s): Khalid Hnich |

| 22 de septiembre de 2016, 17:30 | Argentina               | 1:0 (0:0) (t. s.) | Ucrania | Coliseo Bicentenario, Bucaramanga                      |                                                        |
|                                 | Cuzzolino 48'30' (pen.) | Reporte           |         | Asistencia: 866 espectadores Árbitro(s): Nurdin Bukuev | Asistencia: 866 espectadores Árbitro(s): Nurdin Bukuev |

| 22 de septiembre de 2016, 17:30 | Tailandia | 8:13 (7:7, 4:4) (t. s.) | Azerbaiyán | Coliseo Iván de Bedout, Medellín                                      |                                                                       |
|                                 | Thueanklang 8'19' 12'17' - Wongkaeo 17'44' 18'21' 25'12' - Sornwichian 21'43' - Chudech 36'30' 44'16' (pen.) | Reporte                 | 3'27' 43'17' Vassoura - 5'45' 12'49' 43'32' 47'23' 48'12' Fineo - 13'36' Borisov - 27'30' 28'56' 40'15' Thiago Bolinha - 30'59' Poletto - 48'33' Huseynli | Asistencia: 838 espectadores Árbitro(s): Fernando Gutiérrez Lumbreras | Asistencia: 838 espectadores Árbitro(s): Fernando Gutiérrez Lumbreras |

| 22 de septiembre de 2016, 20:00 | Italia                                 | 3:4 (3:3, 2:2) (t. s.) | Egipto                                         | Coliseo El Pueblo, Cali                                   |                                                           |
|                                 | Murilo 6'33' 34'22' - Ercolassi 19'35' | Reporte                | 6'23' 18'36' 47'37' A. Elashwal - 33'30' Essam | Asistencia: 1125 espectadores Árbitro(s): Carlos González | Asistencia: 1125 espectadores Árbitro(s): Carlos González |

### Cuartos de final
| 24 de septiembre de 2016, 15:30 | Paraguay                                                     | 3:4 (3:3, 2:1) (t. s.) | Irán                                                  | Coliseo Bicentenario, Bucaramanga                      |                                                        |
|                                 | F. Martínez 12'59' - J. G. Salas 19'33' - R. Villalba 38'40' | Reporte                | 15'33' 49'37' A. Esmaeilpour - 22'29' 35'35' M. Javid | Asistencia: 2155 espectadores Árbitro(s): Marc Birkett | Asistencia: 2155 espectadores Árbitro(s): Marc Birkett |

| 24 de septiembre de 2016, 18:00 | Rusia                                                                                       | 6:2 (3:2) | España                          | Coliseo El Pueblo, Cali                               |                                                       |
|                                 | Chishkala 2'20' 14'52' - Eder Lima 18'41' 30'10' - Fernandao 26'59' (o.g.) - Gustavo 38'21' | Reporte   | 2'33' Rivillos - 5'42' Miguelín | Asistencia: 3009 espectadores Árbitro(s): Gean Telles | Asistencia: 3009 espectadores Árbitro(s): Gean Telles |

| 25 de septiembre de 2016, 15:30 | Argentina                                                                               | 5:0 (2:0) | Egipto | Coliseo Iván de Bedout, Medellín                            |                                                             |
|                                 | Taborda 11'23' - Stazzone 13'33' - Basile 27'29' - Cuzzolino 28'51' - Battistoni 33'42' | Reporte   |        | Asistencia: 2529 espectadores Árbitro(s): Alessandro Malfer | Asistencia: 2529 espectadores Árbitro(s): Alessandro Malfer |

| 25 de septiembre de 2016, 18:00 | Azerbaiyán                             | 2:3 (1:2) | Portugal                                          | Coliseo El Pueblo, Cali                                  |                                                          |
|                                 | Thiago Bolinha 12'01' - Eduardo 34'27' | Reporte   | 7'27' Djô - 17'48' João Matos - 27'42' Ricardinho | Asistencia: 2974 espectadores Árbitro(s): Sergio Cabrera | Asistencia: 2974 espectadores Árbitro(s): Sergio Cabrera |

### Semifinales
| 27 de septiembre de 2016, 19:00 | Irán                                                       | 3:4 (1:1) | Rusia                                                                   | Coliseo Iván de Bedout, Medellín                        |                                                         |
|                                 | Esmaeilpour 16'27' - A. Hassan Zadeh 29'12' - Javid 39'49' | Reporte   | 13'44' Lyskov - 22'21' Abramov - 29'25' Shayakhmetov - 39'18' Chishkala | Asistencia: 3510 espectadores Árbitro(s): Nurdin Bukuev | Asistencia: 3510 espectadores Árbitro(s): Nurdin Bukuev |

| 28 de septiembre de 2016, 19:00 | Argentina                                                                               | 5:2 (4:1) | Portugal                      | Coliseo El Pueblo, Cali                                |                                                        |
|                                 | Borruto 4'03' - Stazzone 10'47' - A. Vaporaki 11'38' - Brandi 12'25' - Cuzzolino 35'08' | Reporte   | 8'17' Ré - 36'47' Tiago Brito | Asistencia: 7610 espectadores Árbitro(s): Ondřej Černý | Asistencia: 7610 espectadores Árbitro(s): Ondřej Černý |

### Partido por el tercer lugar
| 1 de octubre de 2016, 12:00 | Irán                                                                       | 2:2 (2:2, 0:0) (t. s.)(4:3 p.) | Portugal                                                           | Coliseo El Pueblo, Cali                                     |                                                             |
|                             | A. Kazemi 25'29"' - Javid 35"38"'                                          | Reporte                        | 20'29"' 20'48"' Cardinal                                           | Asistencia: 4018 espectadores Árbitro(s): Alessandro Malfer | Asistencia: 4018 espectadores Árbitro(s): Alessandro Malfer |
|                             |                                                                            | Tiros desde el punto penal     |                                                                    |                                                             |                                                             |
|                             | - A. Hassan Zadeh - M. Taheri - H. Tayyebi - A. Kazemi - H. Ahmadi - Javid |                                | - Cardinal - Tiago Brito - Ricardinho - Bruno - André - João Matos |                                                             |                                                             |

### Final
| 1 de octubre de 2016, 14:30 | Rusia                                          | 4:5 (1:2) | Argentina                                                                         | Coliseo El Pueblo, Cali                                                |                                                                        |
|                             | Eder Lima 15'23' 21'18' 39'41' - Lyskov 38'56' | Reporte   | 15'49' A. Vaporaki - 19'34' Cuzzolino - 21'35' 22'33' Brandi - 38'19' C. Vaporaki | Asistencia: 8559 espectadores Árbitro(s): Fernando Gutiérrez Lumbreras | Asistencia: 8559 espectadores Árbitro(s): Fernando Gutiérrez Lumbreras |

| Campeón Argentina 1.er Título |

## Estadísticas

### Medallero
|           |       |      |
| Argentina | Rusia | Irán |

### Posiciones

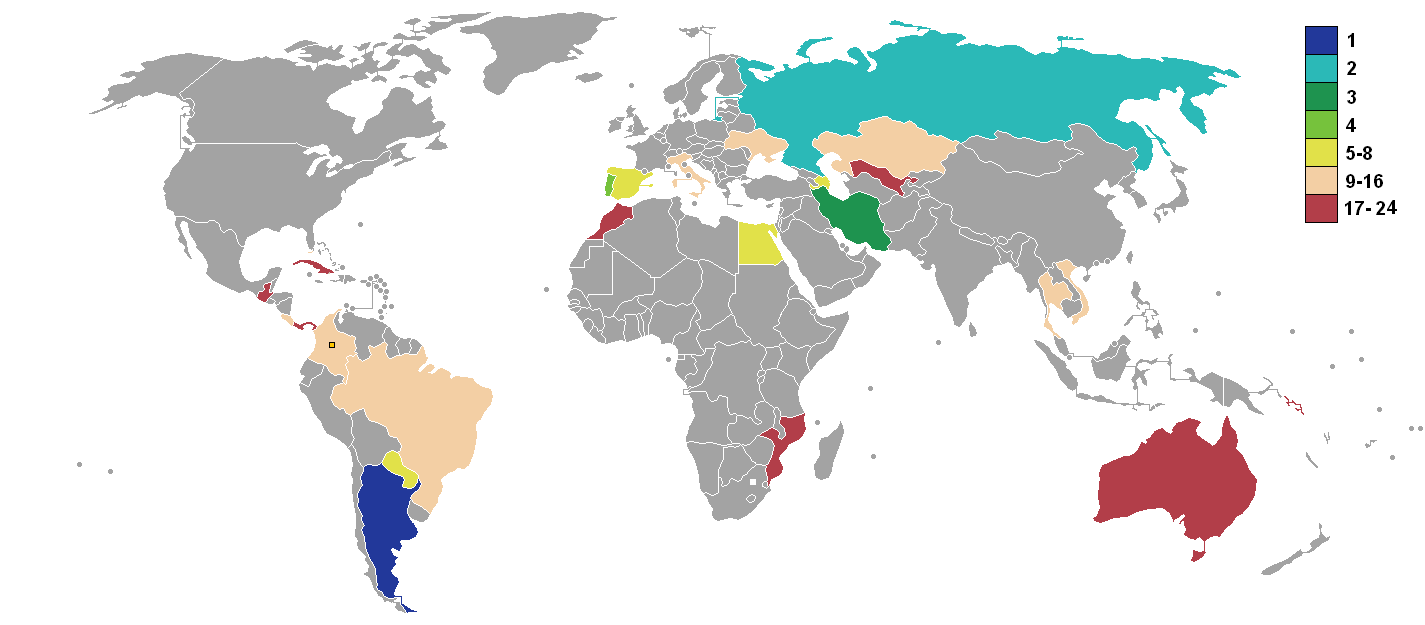
Mapa según los resultados del torneo.

| Equipo | Equipo        | Pts | PJ | PG | PE | PP | GF | GC | Dif | Rend   |
| ------ | ------------- | --- | -- | -- | -- | -- | -- | -- | --- | ------ |
| 1      | Argentina     | 19  | 7  | 6  | 1  | 0  | 26 | 11 | +15 | 90,47% |
| 2      | Rusia         | 18  | 7  | 6  | 0  | 1  | 40 | 16 | +24 | 85,71% |
| 3      | Irán          | 9   | 7  | 2  | 3  | 2  | 22 | 24 | -2  | 42,85% |
| 4      | Portugal      | 14  | 7  | 4  | 2  | 1  | 26 | 11 | +15 | 66,6%  |
| 5      | España        | 12  | 5  | 4  | 0  | 1  | 20 | 14 | +6  | 80%    |
| 6      | Azerbaiyán    | 7   | 5  | 2  | 1  | 2  | 25 | 18 | +7  | 46,6%  |
| 7      | Paraguay      | 7   | 5  | 2  | 1  | 2  | 20 | 13 | +7  | 46,6%  |
| 8      | Egipto        | 6   | 5  | 2  | 0  | 3  | 13 | 17 | -4  | 40%    |
| 9      | Brasil        | 10  | 4  | 3  | 1  | 0  | 33 | 9  | +24 | 83,3%  |
| 10     | Italia        | 9   | 4  | 3  | 0  | 1  | 14 | 7  | +7  | 75%    |
| 11     | Kazajistán    | 6   | 4  | 2  | 0  | 2  | 15 | 7  | +8  | 50%    |
| 12     | Colombia      | 6   | 4  | 1  | 3  | 0  | 8  | 7  | +1  | 50%    |
| 13     | Ucrania       | 6   | 4  | 2  | 0  | 2  | 8  | 7  | +1  | 50%    |
| 14     | Tailandia     | 6   | 4  | 2  | 0  | 2  | 22 | 25 | -3  | 50%    |
| 15     | Costa Rica    | 4   | 4  | 1  | 1  | 2  | 7  | 11 | -4  | 33,3%  |
| 16     | Vietnam       | 3   | 4  | 1  | 0  | 3  | 5  | 18 | -13 | 25%    |
| 17     | Panamá        | 3   | 3  | 1  | 0  | 2  | 6  | 14 | -8  | 33,3%  |
| 18     | Australia     | 3   | 3  | 1  | 0  | 2  | 5  | 16 | -11 | 33,3%  |
| 19     | Uzbekistán    | 1   | 3  | 0  | 1  | 2  | 5  | 11 | -6  | 11,1%  |
| 20     | Marruecos     | 0   | 3  | 0  | 0  | 3  | 6  | 14 | -8  | 0%     |
| 21     | Guatemala     | 0   | 3  | 0  | 0  | 3  | 7  | 17 | -10 | 0%     |
| 22     | Cuba          | 0   | 3  | 0  | 0  | 3  | 7  | 22 | -15 | 0%     |
| 23     | Mozambique    | 0   | 3  | 0  | 0  | 3  | 7  | 22 | -15 | 0%     |
| 24     | Islas Salomón | 0   | 3  | 0  | 0  | 3  | 5  | 21 | -16 | 0%     |

## Goleadores
| Jugador       | Selección  | Goles |
| ------------- | ---------- | ----- |
| Ricardinho    | Portugal   | 12    |
| Éder Lima     | Rusia      | 10    |
| Falcāo        | Brasil     | 10    |
| Thiago Bolina | Azerbaiyán | 7     |
| Thueanklang   | Tailandia  | 6     |
| Vassoura      | Azerbaiyán | 6     |
| M. Javid      | Irán       | 5     |